# Michal Konopka
Michal Konopka (* 14. März 1966) ist ein tschechischer Schachspieler und -trainer, der nach der Auflösung der Tschechoslowakei zunächst für den slowakischen Schachverband spielte.

## Leben
Konopka trägt seit 1988 den Titel eines Internationalen Meisters. Bei der Schacholympiade 1994 in Moskau war er Trainer der slowakischen Frauenmannschaft. Von 2002 bis 2011 war er bei allen Schacholympiaden und Mannschaftseuropameisterschaften Trainer der tschechischen Nationalmannschaft, deren Kapitän er seit 2013 ist.
Konopka trainiert unter anderem den Großmeister Viktor Láznička.
2012 veröffentlichte er das Sachbuch „Magické pozice“ (Magische Positionen).

## Nationalmannschaft
Konopka nahm mit der tschechischen Nationalmannschaft an der Schacholympiade 1998 in Elista sowie den Mitropa-Cups 1998, 1999, 2005, 2009 und 2015 teil.

## Vereine
In der slowakischen Extraliga spielte Konopka in der Saison 1992/93 für den Meister ELAI Bratislava, für den er bereits in der vorherigen Saison in der tschechoslowakischen Mannschaftsmeisterschaft antrat, von 1993 bis 1995 für den 1.ŠK Rimavská Sobota, mit dem er 1995 Meister wurde, und von 2002 bis 2004 für den  ŠK Dunaj Bratislava.
In der tschechischen Extraliga spielte Konopka von 1992 bis 1996 für den ŠK Vyšehrad, von 1996 bis 1999 und erneut von 2016 bis 2018 für den ŠK Pardubice, in der Saison 1999/2000 für den ŠK Sokol Kolín, von 2000 bis 2002 für den ŠK DP Holdia Prag, mit dem er 2001 die tschechische Mannschaftsmeisterschaft gewann und im selben Jahr am European Club Cup teilnahm, von 2002 bis 2006 für den ŠK Mahrla Prag, von 2006 bis 2009 und erneut von 2011 bis 2016 für TJ Zikuda Turnov, von 2009 bis 2011 für den 2222 ŠK Polabiny, in der Saison 2018/19 für die zweite Mannschaft von Siesta Solution Unichess und in der Saison 2019/20 für Slavia Kroměříž. In Deutschland spielt Konopka seit 2000 für die Schachfreunde Schöneck, vorher war er  in der 2. Bundesliga für den SC Kreuzberg, den SC Anhalt und die zweite Mannschaft der SG Porz aktiv. In Ungarn spielte er bis 2003 und erneut in der Saison 2016/17 für den Csuti Antal SK Zalaegerszeg, mit dem er unter anderem 2002 und 2003 ungarischer Mannschaftsmeister wurde und von 1993 bis 1996 viermal in Folge am European Club Cup teilnahm.